# Ilargus coccineus
Espèce
Synonymes
- Akela penicillium Mello-Leitão, 1941
- Akela quinquevittata Mello-Leitão, 1947

Ilargus coccineus est une espèce d'araignées aranéomorphes de la famille des Salticidae.

## Distribution
Cette espèce se rencontre au Brésil et en Argentine.

## Description
Le mâle holotype mesure 4 mm.
Les femelles mesurent de 4,75 à 5,39 mm

## Systématique et taxinomie
Cette espèce a été décrite par Simon en 1901.
Akela penicillium et Akela quinquevittata ont été placées en synonymie par Edwards, Rinaldi et Ruiz en 2005.

## Publication originale
- Simon, 1901 : « Études arachnologiques. 31e Mémoire. L. Descriptions d'espèces nouvelles de la famille des Salticidae (suite). » Annales de la Société Entomologique de France, vol. 70, p. 66-76 (texte intégral).